# My Coronae Borealis
My Coronae Borealis (μ Coronae Borealis, förkortat My CrB, μ CrB) som är stjärnans Bayerbeteckning, är en ensam stjärna belägen i den nordvästra delen av stjärnbilden Norra kronan. Den har en skenbar magnitud på 5,12 och är synlig för blotta ögat där ljusföroreningar ej förekommer. Baserat på parallaxmätning inom Hipparcosuppdraget på ca 5,3 mas, beräknas den befinna sig på ett avstånd på ca 620 ljusår (ca 190 parsek) från solen.

## Egenskaper
My Coronae Borealis är en utvecklad röd till orange jättestjärna av spektralklass M1.5 IIIb. Den har en radie som är ca 42 gånger större än solens och utsänder från dess fotosfär ca 932 gånger mera energi än solen vid en effektiv temperatur på ca 3 900 K.
My Coronae Borealis befinner sig för närvarande på den asymptotiska jättegrenen och är en variabel stjärna av osäker typ som visar föränderlig magnitud med en amplitud av 0,0147 enheter och en frekvens på 0,02455 cykler per dygn eller 40,7 dygn/cykel.